# Middenkader
Het middenkader is de aanduiding voor leidinggevenden die in het midden van een hiërarchie van een organisatie zitten. Het middenkader houdt zich bezig met leidinggeven aan het uitvoerend personeel en is de schakel tussen de werkvloer en de leiding van de organisatie, zoals (afdelings-)directeuren of chefs. 
De middenkaderfunctionaris moet zowel met de directeuren om de tafel kunnen zitten als met het uitvoerende personeel en moet over goede communicatieve vaardigheden beschikken, mensen motiveren en moet problemen voorkomen of oplossen. Behalve communiceren tussen beide afdelingen behoort ook het uitvoeren van de wensen van de top tot de werkzaamheden. Welke werkzaamheden dit zijn is afhankelijk van de sector.